# 조선소년단
조선소년단(朝鮮少年團, 영어: Korean Children's Union, KCU)은 조선민주주의인민공화국의 소년, 청소년 단체이며, 조선로동당의 피오네르 운동 조직이다. 조선민주주의인민공화국의 9세부터 15세까지 입단할 수 있으며, 15세 이상의 청소년이나 청년들은, 김일성-김정일주의청년동맹에 입당할 수 있다.

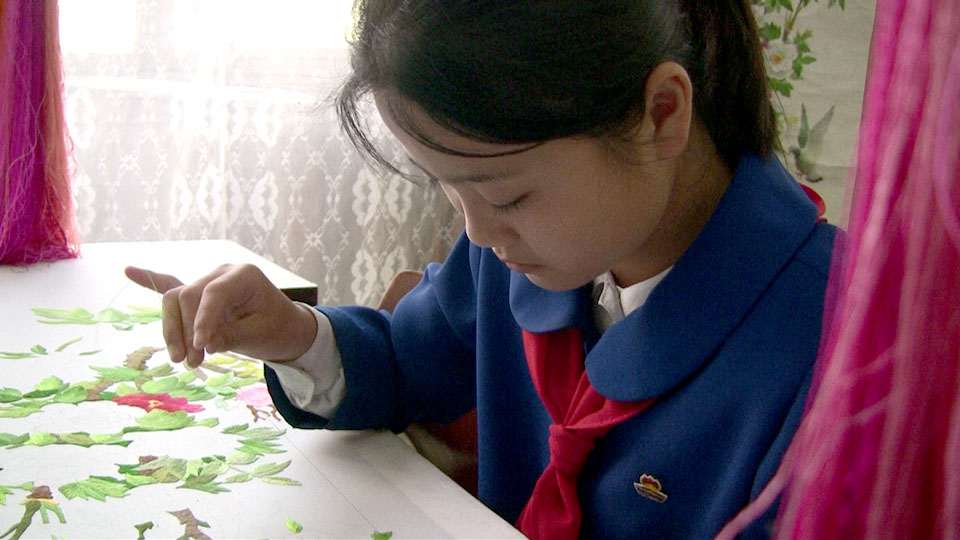
만경대학생소년궁전의 조선소년단 단원

## 같이 보기

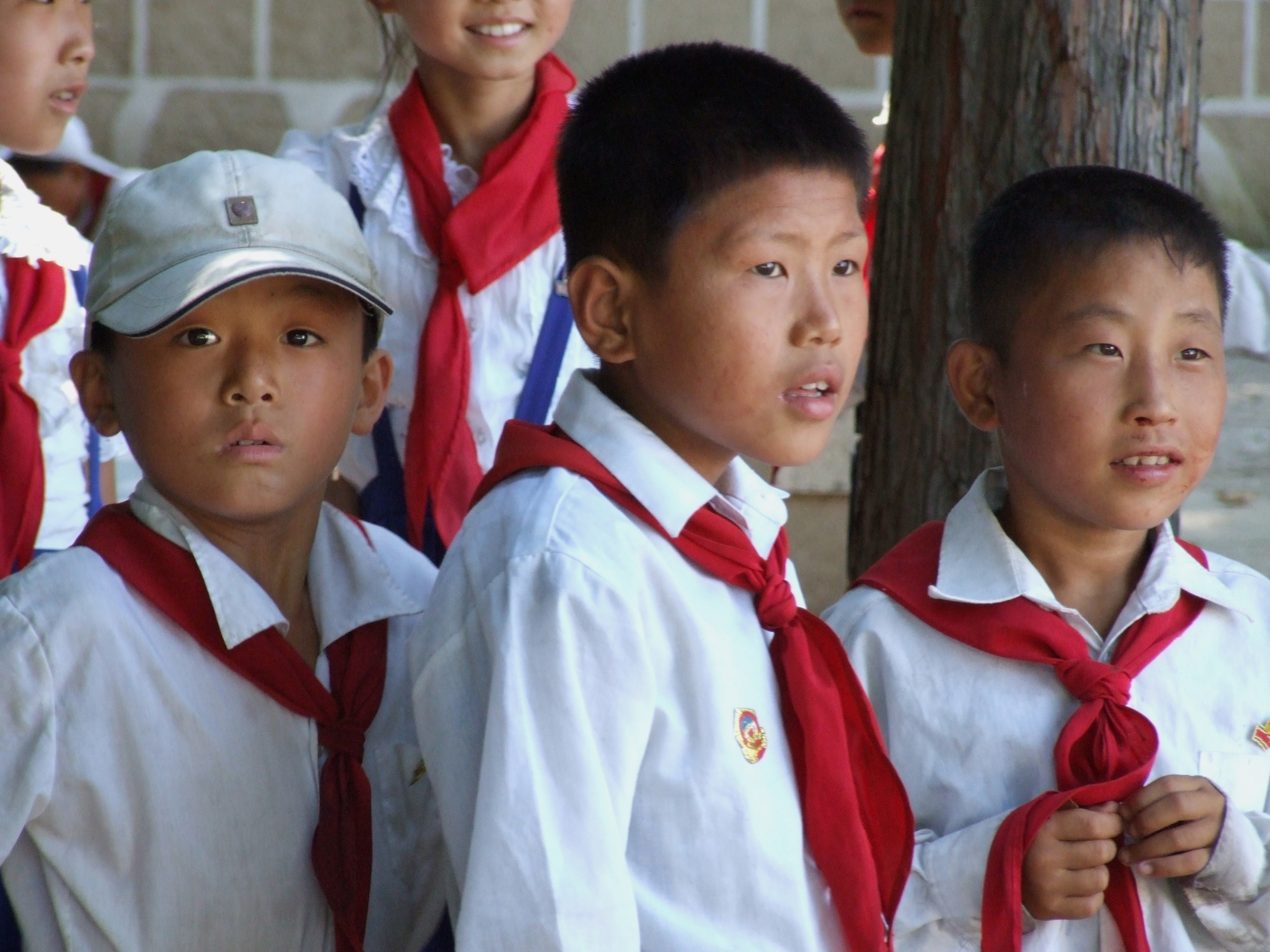
공산주의 이념과 상징을 나타내는 붉은 목도리를 착용한 북한 초등학생들

- 공산주의 이념과 상징을 나타내는 붉은 목도리를 착용한 북한 초등학생들김일성-김정일주의청년동맹
- 만경대학생소년궁전
- 피오네르
- 히틀러 청소년단(히틀러유겐트)